# Фицджеральд, Джеральд, 8-й герцог Лейнстер
Джеральд Фитцджеральд (англ. Gerald FitzGerald, 8th Duke of Leinster; 27 мая 1914 — 3 декабря 2004) — 8-й герцог Лейнстер (1976—2004), маркиз Килдэр, ирландский аристократ, первый пэр Ирландии.
Его титулы:  8-й герцог Лейнстер (с 1976), 8-й маркиз Килдэр (с 1976), 13-й барон Оффали (с 1976), 27-й граф Килдэр (с 1976), 8-й граф Оффали (с 1976), 8-й виконт Лейнстер из Таплоу (графство Бакингемшир) (с 1976) и 5-й барон Килдэр из Килдэра (графство Килдэр) (с 1976) .

## Биография
Джеральд Фицджеральд был единственным ребёнком Эдварда Фицджеральда, 7-го герцога Лейнстера (1892—1976), и его первой жены, хористки Мэй Хуаниты Этеридж (1892—1935).
Его родители развелись в 1922 году, процесс развода длился 8 лет. Будущий герцог провёл большую часть своего детства под присмотром бабушки, леди Аделаиды Фицджеральд, в замке Джонстаун, графство Уэксфорд (Ирландия). Леди Аделаида (1860—1942) была вдовой его двоюродного деда, лорда Мориса Фицджеральда (1852—1901) и дочерью Джорджа Артура Гастингса Форбса, 7-го графа Гранарда.
В 1922 году, когда его отец Эдвард Фицджеральд унаследовал титул 7-го герцога Лейнстера, Джеральд Фицджеральд получил титул маркиза Килдэра в качестве титула учтивости.
Он получил образование в Итоне. Затем был курсантом Королевского военного колледжа в Сандхерсте и служил в чине майора в 5-м Королевском гвардейском драгунском полку. Участвовал во Второй мировой войне, был ранен в Нормандии в 1944 году. После ранения был демобилизован.
После окончания Второй мировой войны Джеральд Фицджеральд пытался руководить поместьем возле замка Килкея, графство Килдэр, Ирландия. Но имение и хозяйство приносили ему одни убытки. В начале 1960-х годов маркиз Килдэр бросил управлять поместьем и переехал в Великобританию, в графство Оксфордшир, где работал авиационной промышленности. Жил в своём доме в Оксфордшире. В 1976 году в этот дом была вызвана полиция, потому что его отец пытался причинить ущерб на сумму 100 000 фунтов стерлингов, уничтожив картину Джошуа Рейнольдса и старинный гобелен.
8 марта того же 1976 года скончался 83-летний Эдвард Фицджеральд, 7-й герцог Лейнстер. После смерти своего отца Джеральд Фицджеральд должен был унаследовать титул 8-го герцога Лейнстера и пэра Ирландии. Однако за герцогский титул начался спор, Джеральд не смог автоматический стать следующим герцогом Лейнстером. На титул герцога Лейнстера претендовал один американец, который утверждал, что он сын старшего брата отца, лорда Десмонда Фицджеральда (1888—1916), погибшего во время Первой мировой войны.
Аналогично, в 1999 году, герцог потерпел неудачу в своих попытках предотвратить официальное признание своего сводного брата. Этот человек, Эдриан Фицджеральд (род. 17 октября 1952), был незаконнорождённым сыном Эдварда Фицджеральда, 7-го герцога Лейнстера, от связи с Ивонн Денисон Перси Пробин (позже известной как Ивонн Фицджеральд) (ум. 7 августа 1973).

## Семья и дети
Герцог Лейнстер был дважды женат. Его первой женой была Джоан Каван (1915—1994), старшая дочь майора Артура Томаса МакМурроу Кавана, принца Лейнстера. Герцог женился на ней 17 октября 1936 года, они развелись в 1946 году. Джоан, маркиза Килдэр, вышла замуж в следующем году за подполковника Арчибальда Макальпина Дауни. У герцога с Джоан было три дочери:
- Леди Памела Гермиона Фицджеральд (6 ноября 1937 — 3 апреля 1938), чьё второе имя было дано в честь бабушки по отцовской линии отца — Гермионы, жены 5-го герцога Лейнстера
- Леди Розмари Энн Фицджеральд (род. 4 августа 1939). Вышла замуж 9 февраля 1963 года (развелась в 1967 году) за Марка Киллигри Вейта. После развода она вернула себе девичью фамилию.
- Леди Неста Фицджеральд (род. 8 января 1942), вышла замуж в 1977 году за Филипа Тирарда (умер в 1993 году), от брака с которым у неё было две дочери.

Второй женой герцога стала Энн Смит (6 мая 1922 — 4 декабря 2016) — дочь подполковника Филиппа Эсташа Смита из Ротли Крейга, верховного шерифа Нортумберленда. Герцог женился на ней 12 июня 1946 года. Супруги имели в браке двух сыновей:
- Морис Фицджеральд, 9-й герцог Лейнстер (род. 7 апреля 1948)
- Лорд Джон Фицджеральд (3 марта 1952 — 3 августа 2015).

## Споры относительно титула
В 1976 году художник и учитель из Калифорнии — Леонард Фицджеральд утверждал, что он является законным сыном герцога Лейнстера. Он заявил, что его отец был лордом Десмондом Фицджеральдом, вторым сыном Джеральда Фицджеральда, 5-го герцога Лейнстера, который погиб в Первой мировой войне, воюя в рядах ирландской гвардии. Леонард Фицджеральд заявил, что лорд Десмонд не погиб, а тайно эмигрировал в США и жил там до своей смерти в 1967 году, несмотря на то, что были свидетели гибели лорда на войне и есть его могила в Кале (Франция).
По совету своего лечащего врача Леонард Фицджеральд снял свои претензии на герцогский титул. Он скончался в 1994 году. Но его претензии продолжил его сын Пол Фицджеральд, который в 2006 году подал иск Департамент конституционных дел. В 2010 году анализ ДНК показал, что Пол Фицджеральд находится в родстве с леди Гермионой Данкомб, супругой 5-го герцога Лейнстера.
Герцог Лейнстер скончался в возрасте 90 лет, оставив имущество, которое оценивается на 1 860 000 фунтов. Герцогский титул унаследовал его старший сын, Морис Фицджеральд, ставший 9-м герцогом Лейнстером.